# James Terry Steib

Wappen von James Terry Steib

James Terry Steib SVD (* 17. Mai 1940 in Vacherie) ist ein US-amerikanischer Ordensgeistlicher und emeritierter Bischof von Memphis.

## Leben
James Terry Steib trat der Ordensgemeinschaft der Steyler Missionare bei und empfing am 6. Januar 1967 die Priesterweihe.
Papst Johannes Paul II. ernannte ihn am 6. Dezember 1983 zum Titularbischof von Fallaba und Weihbischof in Saint Louis. Der Erzbischof von Saint Louis, John Lawrence May, spendete ihm am 10. Februar des nächsten Jahres die Bischofsweihe; Mitkonsekratoren waren die Weihbischöfe George Joseph Gottwald und Charles Roman Koester aus Saint Louis.
Am 24. März 1993 wurde er zum Bischof von Memphis ernannt. Papst Franziskus nahm am 23. August 2016 seinen altersbedingten Rücktritt an.